# Orrüreg

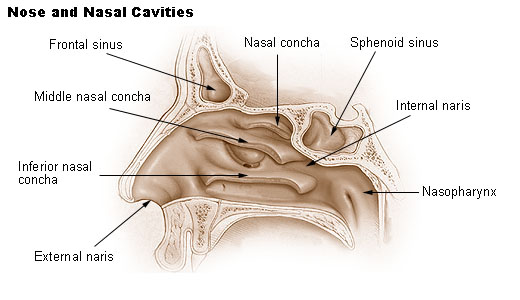

Az orrüreg  (cavum nasi)  a csontos orrsövénnyel (septum nasi osseum) szimmetrikusan elválasztott, felső részében keskeny,  lefelé fokozatosan táguló, nyálkahártyával bélelt üreg az arc közepén, az orr mögött. Az orrüreg jelentékeny méretű, ugyancsak nyálkahártyával bélelt melléküregei (sinus paranasales) nyomulnak be a szomszédos koponyacsontokba.
Előrefelé az arckoponya elülső felszínén körte alakú, éles szélű nyílással (apertura piriformis) nyílik, amelyet a porcos vázú orr egészít ki előrefelé. Hátrafelé a csontos orrsövénynek az ekecsont által alkotott hátsó élével kettéválasztva, közel függőleges állású, kettős téglalap alakú nyílásokkal (choanae) megy át a garatba (pharynx).
Az emberi orrüregnek csontos váza van. Felső fala a rostacsont rostalemeze, amely  lyuggatott, és ezen a lemezen kerülnek a koponyaüregbe a szaglóideg rostjai. Az orrüreg oldalfalát felül a rostasejtek, lejjebb az arcüregek fala alkotja. A kettő között a papírlemez-csontocska határolja a szemgödör felé. A rostasejtektől és a papírlemeztől kifelé a szemgödör, hátrább a látóideg van.
Az orrüreget középen a hátul csontos, elöl porcos orrsövény két szimmetrikus orrfélre osztja. Az üreg előrefelé nyitott és a két orrnyíláson át a külvilággal közlekedik, hátrafelé két tág járaton az orrgaratban folytatódik. Az orrüreg oldalfalának felületét a három orrkagyló rendkívül nagyra növeli.
Az orrüreget csillószőrös hengerhám borítja. A csillószőrök seprűszerű mozgása az orr és melléküregei nyálkahártyája által termelt napi több mint 1 liter mennyiségű váladékot az orrgaratba hajtják. Ott lefelé csurog és anélkül, hogy tudatosulna, lenyeljük.
Az orrkagylók mindkét orrfelet három vízszintes orrjáratra osztják. Az alsó orrjáratba a könnycsatorna nyílik és síráskor a könny az orrba folyik. A középső orrjáratba nyílik az arc- és a homloküreg, a rostasejtek elülső részének kivezető nyílása. A felső orrjáratba az ikcsonti öböl és a hátsó rostasejtek nyílnak.
Az orrüreg legfelső területén speciális szaglóhám van. Itt érzékeljük a szaganyagokat és itt szedődnek össze a szaglóideg rostjai, melyek a rostalemezen át az agy homloklebenyébe jutnak. A szaglás csak akkor működhet, ha az orr tiszta, jól szellőzik és a levegő feljut annak legfelső területére. Ezért nem érez szagot a náthás ember.
Az orr szűri, felmelegíti és párásítja a levegőt. Az orrkagylók gazdag érellátásúak és könnyen megduzzadnak. Képesek az orrot pillanatok alatt elzárni.

## Részei

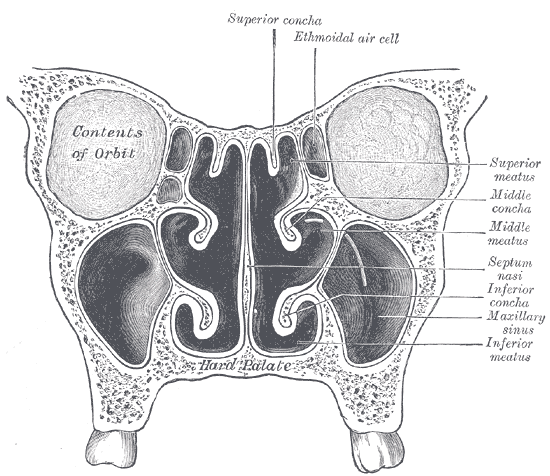

- Felső fala többszörösen megtört csontfelszín. Elöl az orrcsontoknak megfelelően a fal hátrafelé és felfelé halad, egy darabon a homlokcsont pars nasalisa is alkotja, majd valódi tetejét a rostacsont rostalemeze, a lamina cribrosa képezi. Ennek likacsain keresztül két-két sorban lépnek be az orrüreg felső részéből a szaglóidegszálak (fila olfactoria) a koponyaüregbe. Hátul az ékcsont testéhez érve, ennek vékony csontlemezek által alkotott függőleges fala a rostalemezzel lefelé és előrefelé nyíló derékszögű szögletet zár be; ez az orrüreg recessus sphenoethmoidalisa. Ezután a felső fal vízszintesen folytatódik az ékcsont testének alsó felszínén, ahol a choanáknál véget ér, illetve a garatnak a koponyaalap által alkotott felső falába megy át.
- Alsó falát a kemény szájpad alkotja. Ez   sima, a felső falnál jóval szélesebb csontfelszín, amelyet középen a crista nasalis választ el. Ehhez támaszkodik a csontos orrsövény alsó része. A kemény szájpadot a felső állcsontprocessus palatinusa és a szájpadcsont vízszintes lemeze képezi kereszt alakú varrattal. A crista nasalis előre- és hátrafelé is egy-egy tövissel (spina nasalis anterior és spina nasalis posterior) ugrik ki az apertura piriformis alsó peremén és a choanák között.
- A csontos orrsövény (septum nasi osseum) az orrüregfelek közös medialis falát képezi. Két csont alkotja; felül és inkább előrébb a rostacsont lamina perpendicularisa, amely elöl az orrcsontok belső felszínére, hátul az ékcsont testének középvonalára támaszkodik. Hátsó és alsó részét az ekecsont (vomer) képezi, amely hátsó-felső kiszélesedett részével (ala vomeris) az ékcsont teste alsó felszínéhez rögzül, míg alsó széle a csontos szájpad crista nasalisára támaszkodik. A két csontlemez előrefelé nyílt derékszöget hagy szabadon, amelyet a porcos orrsövény (septum nasi cartilagineum) tölt ki. Nemritkán a két csontlemez nem érintkezik egymással, hanem a porcos orrsövény keskeny nyúlványa nyúlik el egészen az ékcsont testéig.

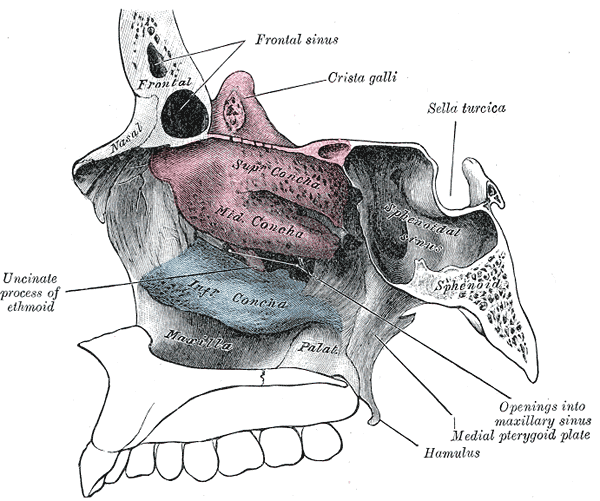

- A lateralis fal  a legbonyolultabb. A róla elemelkedő orrkagylók (conchae nasales) által  nagyobbrészt fedett. Az oldalfal elülső részét teljes magasságban a  processus frontalis maxillae  belső felszíne alkotja. Közvetlenül emögött felül a rostacsont labyrinthusát beborító medialis vékony csontfal kezdődik, amelyről a felső és a középső orrkagyló ered. Ez a csontfal hátrafelé egészen az ékcsont testéig terjed. A felső orrkagyló (concha nasalis superior) eredési vonala legfelül inkább már a recessus sphenoethmoidalisban van, felfelé domborodó ívben; alatta találjuk a hátsó rostasejtek nyílását. A középső orrkagyló (concha nasalis media) eredési vonala egészen elöl a maxilla homloknyúlványán kezdődik, majd hirtelen felemelkedés után hátrafelé fokozatosan süllyedve éri el a szájpadcsont függőleges lemezének felső részét, ahol szintén egy kis csontlécen tapad. Közepe alatt egy nagyobb rostasejt félgömbszerően kiemelkedő csontfala, a bulla ethmoidalis emelkedik ki a labyrinthus medialis felszínéből. Ez előtt és alatt húzódik felfelé irányuló homorulattal a rostacsont processus uncinatusa. A bulla ethmoidalis és a nyúlvány közötti félhold alakú rés, a hiatus semilunaris marad szabadon. A hiatus semilunaris hátsó része bevezet a sinus maxillarisba. Elülső részében nyílik a sinus frontalisnak a rostacsont-labyrinthuson átvezető kijárata. A rostacsont első része alatt, közvetlenül a maxilla homloknyúlványa mögött a könnycsont hamulus lacrimalisa is részt vesz az orrüreg oldalfalának alkotásában, befelé lezárva a canalis nasolacrimalist.

A rostacsont alatt az orrüreg oldalfalát a maxilla testének medialis felszíne alkotja, de ennek nagyobb része a nagy hiatus maxillaris.  A hiatus maxillaris jelentős mértékben fedett részben az alsó orrkagyló e nyúlványával, részben a szájpadcsont függőleges lemeze révén. Az alsó orrkagyló tapadási vonala felett azonban a processus uncinatus és az alulról felnyúló alsó orrkagyló nem képes csontosan zárni a sinus maxillarist. Ezt a hézagot csupán nyálkahártya fedi. Előrébb az alsó orrkagyló legmagasabban felnyúló tapadó széle hozzájárul a canalis nasolacriminalis bezárásához, így e csatorna az alsó orrkagyló alatti alsó orrjáratba nyílik. Az oldalfal hátsó részét teljes magasságban a szájpadcsont függőleges nyúlványa, majd a processus pterygoideus medialis lemeze képezi. A függőleges szájpadcsontlemez két felső nyúlványa közti incisura és az ékcsont teste a foramen sphenopalatinumot zárja közre. 
A   frontalis keresztmetszeten látszik, hogy az orrsövény mellett mindkét oldalon keskeny sagittalis rés marad szabadon, ez a közös orrjárat (meatus nasi communis). Az oldalfalról kagylóhéjszerűen benyúló orrkagylók   alatt pedig egy-egy orrjárat, felső, középső és alsó (meatus nasi superior, meatus nasi medius és meatus nasiinferior) van. A szemüreg medialis fala és az orrüreg oldalsó fala közé a rostasejteket magában foglaló rostasejt-labyrinthus ékelődik.

## Képek

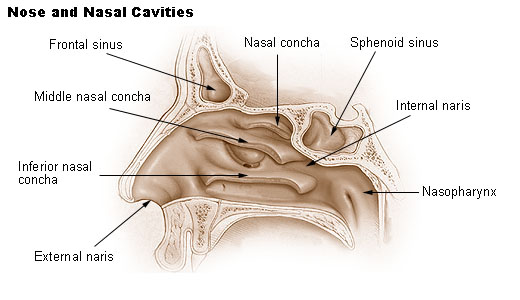
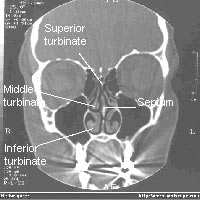
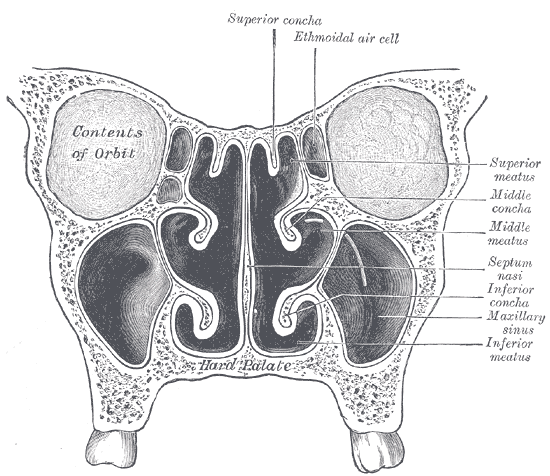
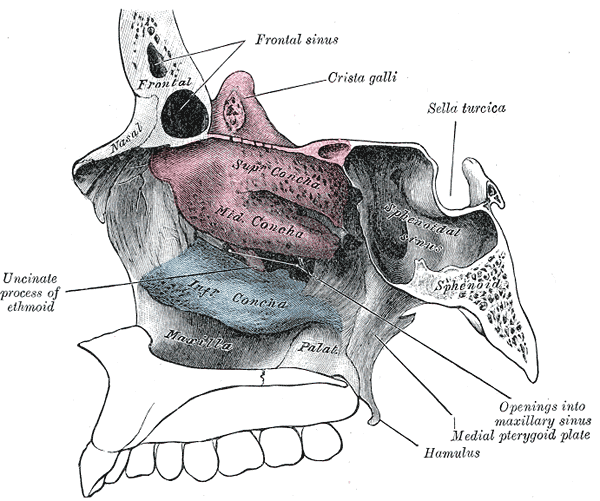
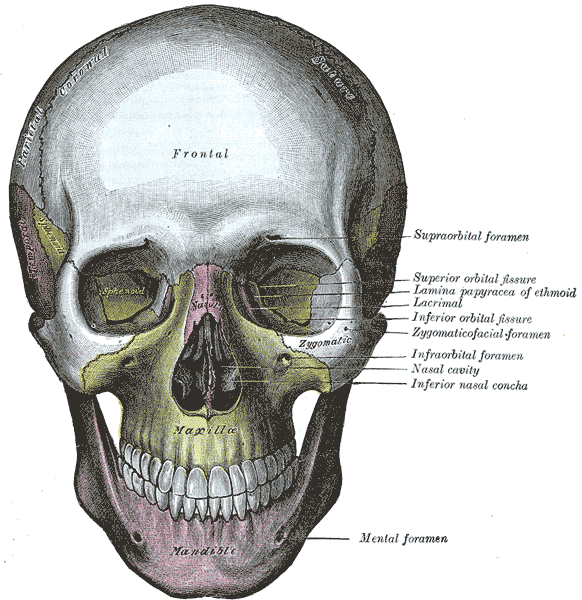
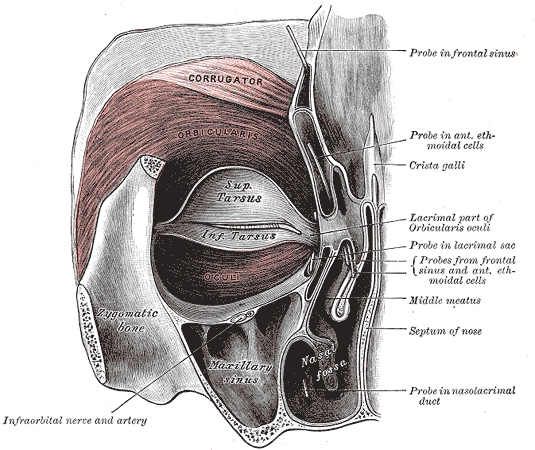
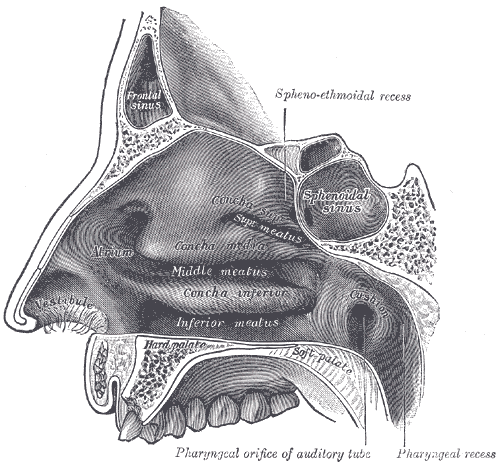
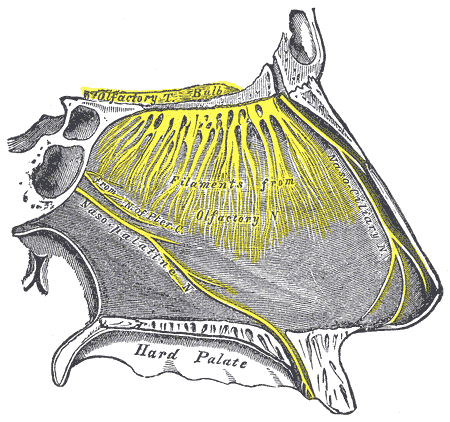